# 馬戲人生
《馬戲人生》是英國流行組合接招的第五張錄音室專輯。這種專輯發行于2008年。專輯取得了英國專輯榜銷量首位，并得到樂評界很好的評價。